# Phytobenthos
Unter Phytobenthos versteht man den photoautotrophen Bewuchs der Gewässerböden (Benthal), mit Ausnahme der prokaryotischen Cyanobakterien. Tierarten, die aufgrund von endosymbiontischen Algen teilweise autotrophe Ernährung besitzen, wie etwa die Polypen von Korallen, zählen nicht dazu.
Der Begriff Phytobenthos wird sowohl für Meeresböden (marine Lebensräume) wie auch für stehende und fließende Binnengewässer (zusammen limnische Lebensräume) verwendet. Oft ist in erster Linie das Mikrophytobenthos (benthische Mikroalgen) gemeint, das aus einzelligen oder Zellfäden und einfache Kolonien oder Thalli bildenden, zu den Algen gerechneten Organismen besteht (viele der Arten sind in Wirklichkeit mixotroph, oft sind sie auch beweglich und können etwa nach Sedimentumlagerung wieder an die Oberfläche kriechen). Meist werden auch die makroskopischen oder Makroalgen (im Meer Seetang genannt) mit einbezogen. Die Einbeziehung auch der zu den Gefäßpflanzen zählenden höheren Wasserpflanzen (als Makrophyten bezeichnet) wird hingegen uneinheitlich gehandhabt. In limnischen Systemen werden beide, insbesondere im angewandten Zusammenhang, getrennt voneinander behandelt. Phytobenthos wächst als Aufwuchs (Periphyton) auf Hartsubstraten (Steinen, Gehäusen von Schnecken und Muscheln oder auch anderen Wasserpflanzen) und auf Weichsubstraten (Sand und Schlick) gleichermaßen, wobei wurzelnde Makrophyten auf Weichsubstrate angewiesen sind, während das Periphyton meist auf Hartsubstrat besser ausgebildet und artenreicher ist. In tiefen Gewässern wie dem Meer oder Seen ist das Phytobenthos auf die besser belichtete Uferzone oder Litoral beschränkt. Wichtigste Gruppen des marinen Phytobenthos sind die Chlorophyceae, Rhodophyceae und Phaeophyceae, auf Weichsubstraten außerdem Vertreter der Bacillariophyta, vor allem der Bacillariophyceae (früher: Pennales), neben den hier besonders bedeutsamen Cyanobakterien. Viele Vertreter der Weichsubstratbesiedler sind beweglich und können sich in Küstenlebensräumen bei ungünstigen Bedingungen tiefer ins Substrat zurückziehen. Das einzige in marinen Lebensräumen vorhandene Phytobenthos aus Makrophyten sind die Seegraswiesen.
In limnischen Lebensräumen ist das Phytobenthos in Fließgewässern vorherrschend, da im Wasser schwebende, zum Phytoplankton zählende Arten sich aufgrund der Strömung hier kaum länger halten können. Mikrophytobenthos wächst auch hier als Periphyton, oft als Bestandteil von Biofilmen, die auch heterotrophe Organismen wie Bakterien oder Pilze mit umfassen.
Im Rahmen der Bewertungsverfahren zur europäischen Wasserrahmenrichtlinie ist das Phytobenthos eine der biologischen Qualitätskriterien für die ökologische Bewertung der Fließgewässer, wird also als Bioindikator eingesetzt. Für die Bewertung wurde das standardisierte Bewertungsverfahren PHLIB entwickelt. Im Rahmen der Indikation wird hier nur das Phytobenthos ohne die Makrophyten und die Kieselalgen, für die eigene Bewertungsverfahren entwickelt wurden, betrachtet.